# Lomasontfo Dludlu
Martha Lomasontfo Dludlu (zm. 10 stycznia 2011) – suazyjska polityczka. Pierwsza kobieta wybrana do Parlamentu Swazilandu, w którym zasiadała w latach 1993–1998.

## Życiorys

### Młodość, edukacja i kariera zawodowa
Nigdy nie otrzymała formalnej edukacji, była analfabetką. Dorastała na wsi. Pracowała jako motywatorka społeczna; zajmowała się chorymi, osobami z niepełnosprawnością oraz sierotami.

### Działalność polityczna
Z powodzeniem wystartowała w wyborach generalnych w Swazilandzie w 1993 roku do izby niższej Parlamentu Swazilandu. Została pierwszą kobietą wybraną do parlamentu kraju. W czasie swojej kariery parlamentarnej popadła w długi, z powodu przekazywania swoich środków osobom proszących ją o pomoc. W parlamencie zasiadała do 1998 roku.

### Życie prywatne, pozostała działalność i śmierć
Była wdową. Miała szóstkę dzieci i 35 wnuków. W 2008 roku przeszła zawał mięśnia sercowego. Zmarła 10 stycznia 2011 w wieku 64 lat.